# ليه شفاب
ليه شفاب (بالإنجليزية: Les Schwab)‏ هو شخصية أعمال أمريكي، ولد في 3 أكتوبر 1917 في بيند في الولايات المتحدة، وتوفي في 18 مايو 2007 في برينفيلي في الولايات المتحدة.